# Haslach (Rot)
Die Haslach ist ein mit seinem rechten Oberlauf Rappenbach zusammen über 12 km, mit dem kürzeren linken Namens-Oberlauf zusammen fast 7 km langer rechter Nebenfluss der Rot im Landkreis Biberach in Baden-Württemberg.

## Geographie

### Rechter Oberlauf Rappenbach
Der Rappenbach entspringt in der Waldinsel Hellers westlich des Hofes Hellers auf der Hauerzer Stadtteilgemarkung von Bad Wurzach im Landkreis Ravensburg auf rund 713 m ü. NN. Der Bach fließt anfangs nordöstlich, verlässt bald den Wald und wechselt später aufs Gemeindegebiet von Rot an der Rot im Landkreis Biberach über. Noch in gleicher Richtung fließt er dort ins Hochwasserrückhaltebecken Rappenbach ein, worin ihm etwa 5 km unterhalb seines eigenen Ursprungs von Südsüdwesten her der Schmiddisbach/die Schmiddis zufließt, der dort nach Länge wie Teileinzugsgebiet den Haselbach übertrifft. Danach läuft der vereinte Bach gleichwohl als Haslach nach Nordnordwesten bis an den südlichen Ortsrand von Haslach, wo er sich nach 6,6 km Lauf mit dem rechten kurzen Namens-Oberlauf Haslach vereint.

### Linker Oberlauf Haslach
Die Haslach selbst entspringt im Namenslauf auf 645 m ü. NN in einem vergleichsweise engen und kurzen Tälchen südwestlich von Haslach. Sie läuft darin etwa 0,7 km zum südlichen Ortsrand hin. Etwa hundert Meter vor dem Zusammenfluss auf 630,1 m ü. NN zeigt die Karte am Ortsrand neben diesem Lauf einen ausgewiesenen Haslach-Ursprung.

### Weiterer Verlauf
Die Haslach zieht in Zuflussrichtung des zuletzt von Südsüdosten her kommenden Rappenbachs weiter, zuerst durch Haslach. Weiter abwärts wird sie zwischen Rohrmühle und Kreuzmühle vom aus dem Südwesten kommenden Rötelsbach gespeist, gegenüber dessen Mündung die Totensteige nach Tannheim am rechten Talhang aufsteigt. Weiter abwärts durchquert der Bach den Hauptort der Gemeinde Rot an der Rot selbst, gleich danach mündet die Haslach etwa 6,0 km nach Aufnahme des Rappenbachs auf etwa 591 m ü. NN von rechts in die Rot.

## Hochwasser
Überregional bekannt wurde die Haslach am 17. August 1969 beim Hochwasserunglück von Rot an der Rot. An diesem Tag hatten Gewitter und Wolkenbrüche, wie sie im schwäbischen Oberland selten vorkommen, den Spiegel eines veralteten Hochwasserrückhaltebeckens der Haslach binnen weniger Stunden bedrohlich ansteigen lassen. Als die Dammkrone überflutet wurde, brach der 8 m hohe Damm auf einer Länge von 50 m zusammen. Mit Helfern aus ganz Baden-Württemberg wurden Straßen, Wege und Brücken wieder passierbar gemacht. Große Mengen von entwurzelten Bäumen, Holz, Schutt und Geröll mussten geräumt werden.